# فيفن ماركس
فيفن ماركس (Vivien Marx) ولد في نيويورك، هو عالم صحفي ألماني - أمريكي، درس علم الأحياء والإعلام الآلي في الولايات المتحدة وسافر أيضا إلى ألمانيا، بدأ أول عمله في بداية التسعينات من القرن الماضي لصالح إذاعة البرنامج الثاني بإنتاج مجلة شيبي.
بعد انتقالها من مدينة فرانكفورت إلى نيويورك وهي تعمل بالأساس لصالح الإعلام الناطق باللغة الإنجليزية.وفي الفترة من 2010 حتى 2011 عملت باحثة حاصلة على منحة في جامعة كولومبيا. وتعمل فيفن ماركس منذ عام 2012 موظفة حرة بجريدة نيتشر.

## مواقع إلكترونية
- Homepage
- Biology: The big challenges of big data